# Norah Jeruto
Norah Jeruto Tanui (2 ottobre 1995) è una siepista e mezzofondista keniota naturalizzata kazaka.

## Palmarès
| Anno                             | Manifestazione                    | Sede    | Evento       | Risultato | Prestazione | Note                                                                               |
| -------------------------------- | --------------------------------- | ------- | ------------ | --------- | ----------- | ---------------------------------------------------------------------------------- |
| In rappresentanza del Kenya      |                                   |         |              |           |             |                                                                                    |
| 2011                             | Mondiali U18                      | Lilla   | 2000 m siepi | Oro       | 6'16"41     |                                                                                    |
| 2011                             | Giochi del Commonwealth giovanili | Douglas | 3000 m piani | Bronzo    | 9'24"02     |                                                                                    |
| 2011                             | Giochi del Commonwealth giovanili | Douglas | 2000 m siepi | Oro       | 6'28"10     |                                                                                    |
| 2016                             | Campionati africani               | Durban  | 3000 m siepi | Oro       | 9'25"07     | Record dei campionati                                                              |
| In rappresentanza del Kazakistan |                                   |         |              |           |             |                                                                                    |
| 2022                             | Mondiali                          | Eugene  | 3000 m siepi | Oro       | 8'53"02     | Record dei campionati · Record nazionale · Miglior prestazione mondiale stagionale |
| 2023                             | Campionati asiatici indoor        | Astana  | 3000 m piani | 7ª        | 9'29"27     |                                                                                    |
| 2024                             | Giochi olimpici                   | Parigi  | 3000 m siepi | 9ª        | 9'08"97     | Miglior prestazione personale stagionale                                           |
| 2025                             | Campionati asiatici               | Gumi    | 3000 m siepi | Oro       | 9'10"46     | Record dei campionati                                                              |
| 2025                             | Campionati asiatici               | Gumi    | 5000 m piani | Oro       | 14'58"71    | Record dei campionati                                                              |

## Campionati nazionali
2011
- 4ª ai campionati kenioti, 3000 m siepi - 9'45"1 m

2014
- 8ª ai campionati kenioti, 3000 m siepi - 10'01"71

2015
- 7ª ai campionati kenioti, 3000 m siepi - 10'00"23

2016
- Argento ai campionati kenioti, 3000 m siepi - 9'28"5 m

## Altre competizioni internazionali
2018
- Oro al Cross della Vallagarina ( Villa Lagarina) - 21'05"
- Argento allo Shanghai Golden Grand Prix ( Shanghai), 3000 m siepi - 9'09"30

2020
- Bronzo alla 10K Valencia ( Valencia) - 29'51"

2021
- Oro al Prefontaine Classic ( Eugene), 3000 m siepi - 8'53"65
- Oro al Weltklasse Zürich ( Zurigo), 3000 m siepi - 9'07"33
- Vincitrice della Diamond League nella specialità dei 3000 m siepi